# Prophet of the Last Eclipse
Prophet of the Last Eclipse (Пророчество Последнего Затмения) — второй сольный альбом итальянского гитариста-виртуоза Луки Турилли. Альбом является концептуальным, и рассказывает историю планеты Зэфир (Zaephyr) в системе Хазор, которой угрожает гибель от остывания солнца, отважного воина Аркана и девушки Сании, найденной без сознания на брошенном звездолете «Темная Комета». В конце Лука Турилли намекал на «продолжение истории», однако на следующем альбоме этого не произошло.

## Состав группы
- Luca Turilli — лидер-гитара
- Olaf Hayer — вокал
- Sascha Paeth — бас
- Miro — клавишные
- Robert Hunecke-Rizzo — ударные, ритм-гитара

## Приглашённые музыканты
Хор Апокалипсиса:
- Amanda Somerville
- Bridget Fogle
- Previn Moore
- Tim Augenthaler
- Markus Müller-Schmidt
- Anja Krug

Голоса Последнего Затмения:
- Susanna Möhle
- Annie
- Cristina
- Nadine Voigt
- Natalie Bohrmann
- Vera Sutter

Хор Новой Галактики:
- Cinzia Rizzo
- Robert Hunecke-Rizzo
- Miro
- Amanda Somerville
- Herbie Langhans
- Riccardo Rizzo
- Hector Older
- Frank Ernst
- Mark Van Oorst
- Lukas Bormann

Детский хор Беззвёздной Империи:
- Thomas Stran
- Jan Svennsson
- Luca Weiser
- Amanda Somerville — женский голос
- Rannveig Sif Sigurdardottir — женский голос

Гамбургский струнный квинтет:
- Corinna Schalk — первая скрипка
- Frank Krause — вторая скрипка
- Ursula Weinberg — виола
- Theo Jahn — виолончель
- Franziska Schaper — контрабас
- Thilo Förster — тимпаны, цимбалы
- Andre Matos — вокал

## Список композиций
1. Aenigma (Загадка) — 01:58
2. War Of The Universe (Война Вселенной) — 04:18
3. Rider Of The Astral Fire (Всадник Звездного Огня) — 05:12
4. Zaephyr Skies Theme (Небеса Зэфира) — 03:19
5. The Age Of Mystic Ice (Век Мистического Льда) — 04:54
6. Prince Of The Starlight (Принц Звездного Света) — 05:13
7. Timeless Oceans (Океан Безвременья) — 04:18
8. Demonheart (Сердце демона) — 05:08
9. New Century’s Tarantella (Тарантелла Нового Века) — 05:15
10. Prophet Of The Last Eclipse (Пророк Последнего Затмения) — 11:48
11. Dark Comet’s Reigh (Власть Темной Кометы) — 04:43
12. Demonheart (вокал Andre Matos) (Сердце демона) — 05:02

## Синглы
- «Demonheart» (2003)